# Bjørnli
Bjørnli is een plaats in de Noorse gemeente Meldal, provincie Trøndelag. Bjørnli telt 282 inwoners (2007) en heeft een oppervlakte van 0,42 km².